# Culicoides coracinus
Culicoides coracinus är en tvåvingeart som beskrevs av Art Borkent 1997. Culicoides coracinus ingår i släktet Culicoides och familjen svidknott. Inga underarter finns listade i Catalogue of Life.